# Ranville
Ranville é uma comuna francesa na região administrativa da Normandia, no departamento Calvados. Estende-se por uma área de 8,41 km². Em 2010 a comuna tinha 1 883 habitantes (densidade: 223,9 hab./km²).